# Jacqueline Feldman
Pour les articles homonymes, voir Feldman.
Jacqueline Feldman, née le 8 août 1936, est une physicienne, qui est devenue une sociologue et une auteure française. Elle est directrice de recherche au CNRS, jusqu'à sa retraite en 2001, mais continue à publier. Féministe de la première heure en France, elle co-fonde dans les années 1960 avec Anne Zelensky le FMA (Féminin, Masculin, Avenir), qui va devenir plus tard l'un des groupes fondateurs du Mouvement de libération des femmes en 1970.

## Biographie
Jacqueline Feldman naît à Paris en août 1936 d'immigrants juifs polonais laïques, son père travaillant comme tailleur. Ses parents ont quitté Łódź pour s'installer à Paris à la fin des années 1920. Elle a une sœur aînée, née en 1932. Pendant la Seconde Guerre mondiale, sa famille déménage de Paris à Noirétable, un bourg de moins de 2 000 habitants du Forez, pour éviter les persécutions nazies. Après la guerre, la famille revient à Paris,,.
Après avoir obtenu un emploi au CNRS en 1956, elle est envoyée à l'Institut Niels-Bohr de Copenhague où elle commence un doctorat en physique théorique sous la direction du physicien américano-danois Ben Roy Mottelson. Elle y rencontre son futur mari, Hallstein Høgåsen. Ils se marient en 1961 et ont deux enfants, un garçon (né en 1962) et une fille (née en 1963). En 1961 toujours, elle publie un article, qui est cité par Mottelson dans sa conférence à la suite de l’obtention du prix Nobel en 1975.
Sa thèse de doctorat d'État est publiée en 1963. Elle travaille ensuite comme physicienne à l'Institut norvégien de technologie, de 1963 à 1964, et au CERN de 1964 à 1967. En 1967, Jacqueline Feldman et Anne Zelensky fondent le groupuscule FMA, un sigle signifiant Féminin, Masculin, Avenir. Lors de l’occupation de la Sorbonne durant mai 1968, elles organisent le seul meeting sur la condition féminine, en ce lieu. En 1970, les FMA sont un des groupes fondateurs du Mouvement de libération des femmes,,,,.
En 1968, elle passe aussi, sur le plan professionnel, de la physique théorique à la sociologie. Elle s'est toujours intéressée à la sociologie, un intérêt renforcé par les événements politiques de Paris en mai 68. Les sociologues du CNRS avaient besoin de personnes ayant une solide formation en mathématiques, ce qui lui ouvrait des opportunités de travailler avec eux. Témoin des modes de pensée très différents entre sciences dures et sciences douces, elle développe des réflexions épistémologiques à ce sujet, ainsi que des commentaires sur l'affaire Sokal.
Elle travaille également sur les tabous de la sexualité, le féminisme et les femmes dans les sciences. Elle se penche sur le problème de sa judaïcité non religieuse, avec d'autres femmes. Elle écrit l'un des premiers articles sur ce que l'on appelle ensuite l'intersectionnalité. Elle et son mari divorcent en 1975.
Dans ces années 1970, elle critique le scientisme par des articles dans la revue critique Impascience, entre 1975 et 1977. Toutes les contributions étaient anonymes, conformément aux idées de l'époque : le contenu était important, pas l'auteur. Dans Impasciences, elle collabore avec Françoise Laborie et publie plus tard (en 2020) une biographie sur cette chercheuse en sociologie. Le livre traite également de la critique de la science par les scientifiques après mai 1968.
Dans son ouvrage La sexualité du Petit Larousse, ou le jeu du dictionnaire, elle met en évidence l'évolution des tabous sur la sexualité en étudiant les différentes versions de ce dictionnaire depuis sa première version en 1905 jusqu'en 1979. Elle prend sa retraite en 2001, mais continue à publier, notamment dans les années 2000 des travaux sur le mathématicien et philosophe Condorcet qui a été le premier à proposer les mathématiques sociales. Avec des amies féministes, elle lance en 2019 un appel sur le droit au suicide assisté.